# 地方公共団体金融機構
地方公共団体金融機構（ちほうこうきょうだんたいきんゆうきこう、英称: Japan Finance Organization for Municipalities）は、地方公共団体金融機構法（平成19年法律第64号）に基づく地方共同法人。全地方公共団体が出資しており、地方公共団体の事業に対し、長期・低利で資金を融資することを目的とする。
2008年10月1日に公営企業金融公庫の一切の権利・義務を引き継いだ地方公営企業等金融機構として業務を開始し、2009年6月1日より地方公共団体金融機構に改組され、公営企業債だけでなく一般会計債も貸付対象に拡大した。

## 経緯

### 地方公営企業等金融機構
財政投融資（財投）改革の一環として、公営企業金融公庫を含む政策金融改革の検討が行なわれ、2006年（平成18年）6月、政策金融改革推進本部にて公営企業金融公庫の改組が「政策金融改革に係る制度設計」として決定された。
後継組織については、基本的には、地方分権の基本理念に沿って、国の機関から、地方公共団体が共同で運営していく機関とされた。具体的には、自律的・主体的に運営する機関として、地方公共団体が共同で新規法人を設立することとなった。2007年（平成19年）5月「地方公営企業等金融機構法」が成立、2008年（平成20年）6月、総務大臣の設立認可、8月1日設立、10月1日に業務開始した。

### 「生活対策」による業務拡大、改組
2008年10月30日、世界的な金融不安と景気後退局面に対応するため、政府は「生活対策」と名付けた新たな経済対策を決定した。その3つの重点分野として、「地方の底力の発揮」が示された。この中で「地方公共団体支援策」は、財政基盤の確立を目的として、地方一般財源及び地方債資金の確保等について必要な施策をパッケージしたものである。10月31日、鳩山邦夫総務大臣から地方財政審議会（神野直彦会長）に対して、「地方自治体（一般会計）に長期・低利の資金を融通できる、地方共同の金融機構の創設」について検討要請がなされた。
11月7日には「地方共同の金融機構のあり方に関する検討会」が発足、急ピッチで検討を重ね、12月10日、検討会としての報告書をまとめた。これを踏まえ、地方財政審議会は、2009年度の地方財政に関する意見の一つとして、「地方共同金融機構」については、新たな機構は創設せず、地方公営企業等金融機構を改組・名称変更し、創設するよう求めた。
同意見においては、現行の地方公営企業等金融機構においては融資先を原則として地方公営企業の事業に限定していることから、地方自治体の資金ニーズに適時・適切に対応できていないとし、一般会計、いわば本体部分への貸付を可能とすること、また、地方分権の観点から国の直接の関与を避け、新たな政府保証は行なわないこととするとともに、地方自治体からの出資は求めないこととし、「一般会計債を含むすべての地方債資金」を供給する仕組みを求めている。
これらの提言を踏まえ、地方公営企業等金融機構法の一部改正を含む「地方交付税法等の一部を改正する法律」が2009年（平成21年）3月に可決・成立し、同年6月1日より地方公共団体金融機構に改組された。

## 業務
地方公共団体金融機構の主な業務は、貸付及び資金調達、地方公共団体の資金調達支援、公庫債権の管理である。
貸付対象については地方公共団体のみとしており、地方道路公社、土地開発公社を対象外としている。一方、同機構としての資金調達では、債券を発行するが、この債券は政府保証の付かない一般担保付債券の扱いとなる。ただし、旧公庫から承継した既発の政府保証債の借換分については引き続き政府保証債となる。資金調達は、こうした公募による一般担保付債券の発行を基本としながらも、地方公務員共済組合連合会の引受けによる債券の発行も併せて行っている。なお、2008年11月に第1回の「機構債」（期間10年）500億円の募集が行われたが、国債からのスプレッド幅f29bpと財投機関債並みの発行条件となった（11月25日発行）。平成25年度末現在の同機構の貸付残高は23兆829億円、債券発行残高は19兆5,333億円である。
同機構の資金は、公的資金として、全額が地方債計画に計上される。なお、金利変動リスク等に対応するとともに財務基盤の安定を図るため、同機構は公営企業金融公庫から、金利変動準備金及び公営企業健全化基金を全額承継した。

## 公営競技納付金
同機構は、貸付金利の軽減のために活用することを目的として、公営競技（競馬・競輪・オートレース・競艇）の収益金の一部を地方公共団体に納付させており、0.9兆円の公営企業健全化基金を造成している。

## 抱えている問題
前身の公営企業金融公庫の頃から、財政制度等審議会 財政投融資分科会等において政府保証外債を発行し続けていることについて必要性があるのか、また、地方債協議制度に依存して融資審査を行わない現在の融資審査体制に疑問が呈されている。

## 在籍した人物
- 谷川健次（東京都副知事）
- 御園慎一郎（愛知東邦大学人間学部教授）
- 二宮洋二（佐賀共栄銀行代表取締役頭取）